# Charles Weibel
Pour les articles homonymes, voir Weibel.
Charles Weibel dit Claudy Weibel, né le 30 mars 1971, est un joueur de pétanque belge. 

## Biographie

### Enfance, éducation et débuts
Charles Weibel nait le 30 mars 1971. Originaire de la province du Luxembourg, le joueur de pétanque a passé toute son enfance à Heinsch village du pays d'Arlon. Animé par un esprit de détente, de distraction, Charles Weibel est attiré par la pétanque dès les bas âges.  À 7 ans, il participait déjà à des petite parties en famille et surtout avec sa figure paternelle. Le jeune joueur dispute alors sa première compétition à l'âge de 12 ans. 
Claudy Weibel est considéré aujourd'hui comme une légende de la pétanque. 
Claudy aime jouer avec des Santiags et se colorer les cheveux en rouge. Pour le citer : "La pétanque c'est comme le disco, il faut que les boules brillent et que ça s'entrechoque!".

## Clubs
- France 
  -  ?-? : Elite Club Ambert (Puy-de-Dôme)
  -  ?-? : Star Master's Barbizon (Seine-et-Marne)
  -  ?-? : Ronde Pétanque Metz (Moselle)
  -  ?-? : Pétanque Arlancoise (Puy-de-Dôme)
  -  ?-? : JP Rumilly (Haute-Savoie)
- Belgique 
  -  ?-? : Saint-Hubert
  -  ?-? : Gand (Flandre-Orientale)
  -  ?-? : Jolis Bois
- Luxembourg 
  -  ?-? : Capellen (Capellen)

## Palmarès[5],[6],[7]

### Séniors

#### Championnats du Monde
Champion du Monde
- Triplette 2000 (avec Jean-François Hemon, André Lozano et Michel Van Campenhout) :  Equipe de Belgique
- Tête à tête 2015 :  Equipe de Belgique

Finaliste
- Triplette 1994 (avec Joël Marchandise et Michel Van Campenhout) :  Equipe de Belgique
- Triplette 1999 (avec André Lozano, Michel Van Campenhout et William Vanderbiest) :  Equipe de Belgique
- Tir de précision 2000 :  Equipe de Belgique
- Tir de précision 2003 :  Equipe de Belgique
- Triplette 2004 (avec Jean-Francois Hémon, Serge Podor et Michel Van Campenhout) :  Equipe de Belgique
- Triplette 2005 (avec Jean-Francois Hémon, André Lozano et Michel Van Campenhout) :  Equipe de Belgique

Troisième
- Triplette 1992 (avec Michel Vancampenhout et Alain Van Caeneghem) :  Equipe de Belgique 2
- Triplette 1998 (avec Jean-Francois Hémon, André Lozano et Michel Van Campenhout) :  Equipe de Belgique
- Tir de précision 2001 :  Equipe de Belgique
- Triplette 2001 (avec Jean-Francois Hémon, André Lozano et Michel Van Campenhout) :  Equipe de Belgique 2
- Tir de précision 2002 :  Equipe de Belgique
- Triplette 2003 (avec Serge Podor - Fabrice Uytheroeven - Michel Van Campenhout) :  Equipe de Belgique
- Triplette 2008 (avec Jean-Francois Hémon - Michael Masuy - Michel Van Campenhout) :  Equipe de Belgique
- Tir de précision 2010 :  Equipe de Belgique
- Triplette 2012 (avec Jean-Francois Hémon, André Lozano et Michel Van Campenhout) :  Equipe de Belgique
- Tête à tête 2017 :  Equipe de Belgique
- Doublette 2017 (avec Jean-François Hémon) :  Equipe de Belgique

#### Jeux mondiaux
Finaliste
- Triplette 1993 (avec Alain Van Caenegroen et Michel Van Campenhout) :  Equipe de Belgique

Troisième
- Triplette 2001 (avec André Lozano et Michel Van Campenhout) :  Equipe de Belgique
- Triplette 2005 (avec André Lozano et Michel Van Campenhout) :  Equipe de Belgique

#### Championnats d'Europe
Champion d'Europe
- Tir de précision 2009 :  Equipe de Belgique

Finaliste
- Triplette 2019 (avec Joël Marchandise, André Lozano et ?) :  Equipe de Belgique

Troisième
- Tir de précision 2013 :  Equipe de Belgique

#### Coupe d'Europe des Clubs
Vainqueur
- 2012 (avec Nancy Barzin, Chantal Salaris, Anthony Benacquista, Frédéric Machnik, Jean-Francois Hémon, Jordane Sala, Stéphane Le Bourgeois, Christophe Lac et David Le Dantec (coach) : La Ronde Pétanque de Metz
- 2013 (avec Nancy Barzin, Chantal Salaris, Damien Hureau, Frédéric Machnik, Jean-Francois Hémon, André Lozano, David Le Dantec et Jordane Sala (coach) : La Ronde Pétanque de Metz

#### Championnats de France
Champion de France
- Triplette 2012 (avec Stéphane Le Bourgeois et David Le Dantec)

Finaliste
- Doublette mixte 2010 (avec Nancy Barzin)

#### Coupe de France des clubs
Vainqueur
- 2012 (avec Chantal Salaris, Anthony Benacquista, Frédéric Machnik, Jean-Francois Hémon, Jordane Sala, Stéphane Le Bourgeois, Nancy Barzin, Michel Van Campenhout et David Le Dantec (coach) : La Ronde Pétanque de Metz
- 2013 (avec Chantal Salaris, David Le Dantec, Damien Hureau, Frédéric Machnik, Anthony Benacquista, Jean-Francois Hémon, André Lozano, Nancy Barzin, Michel Van Campenhout et Jordane Sala (coach) : La Ronde Pétanque de Metz
- 2014 (avec Chantal Salaris, David Le Dantec, Damien Hureau, Frédéric Machnik, Michel Van Campenhout, Fabrice Riehl, Stéphane Le Bourgeois, André Lozano, Nancy Barzin et Jordane Sala (coach) : La Ronde Pétanque de Metz
- 2015 : La Ronde Pétanque de Metz
- 2016 (avec Camille Max, David Le Dantec, Fabrice Riehl, Frédéric Machnik, Jean-Francois Hémon, Vincent d'Urso, André Lozano, Nancy Barzin et Jordane Sala (coach) : La Ronde Pétanque de Metz

#### Masters de pétanque
Vainqueur
- 2006 (avec Kévin Malbec, Michel Loy et Eric Sirot) : Équipe Loy
- 2015 (avec Emmanuel Lucien, Philippe Quintais et Philippe Suchaud) : Équipe Quintais
- 2017 (avec Christian Fazzino, Diego Rizzi et Christian Andriantseheno) : Équipe Fazzino

Finaliste
- 2004 (avec David Le Dantec, Stéphane Dath et Christian Fazzino) : Équipe Le Dantec

#### Millau

##### Mondial de Millau (1993-2002)
Vainqueur
- Triplette 1993 (avec Michel Van Campenhout et Hervé Concedieu
- Doublette 2000 (avec Michel Van Campenhout)
- Doublette 2002 (avec Henri Lacroix)

##### Mondial à pétanque de Millau (2003-2015)
Vainqueur
- Doublette 2011 (avec Michel Van Campenhout)

Finaliste
- Triplette 2003 (avec David Le Dantec et Michel Van Campenhout)

### Records
Aux Championnats du monde de pétanque 2000 au tir de précision, Charles Weibel avec respectivement 48 points en quart de finale puis 53 points en demi finale établit les deux premiers records du monde de cette discipline. En 2001 Jérôme De Souza bat le record de Charles Weibel avec 60 points. Après Philippe Quintais avec 62 points aux 2002, Kévin Malbec (62 points) aux Championnats du monde de pétanque Jeunes 2003, François N'Diaye (64 points aux Championnats du monde de pétanque 2008) améliore ce record. Charles Weibel pour la 3e fois, bat ce record avec 66 points. Il est détroné respectivement par Christophe Sévilla (en 2011) et Diego Rizzi (en 2017) avec 67 points.